# Evelyn De Morgan
Evelyn De Morgan (ur. 30 sierpnia 1855 w Londynie, zm. 2 maja 1919) – angielska malarka, sufrażystka, przedstawicielka drugiego pokolenia prerafaelitów. Oparła się oczekiwaniom swojej klasy i płci, aby stać się jedną z najbardziej imponujących artystek pokolenia. Jej płótna przekazują przesłanie feminizmu, duchowości oraz odrzucenia wojny i bogactwa materialnego.

## Kariera artystyczna
Evelyn urodziła się w 1855 roku, jej rodzice: Percival Pickering Q.C. i Anna Maria Spencer Stanhope pochodzili z wyższej klasy. Jej matka urodziła się w rodzinie Spencer Stanhope z Cannon Hall, a brat matki (wujek Evelyn) - John Roddham Spencer Stanhope, był malarzem. Evelyn, zwyczajem wyższych klas, była nauczana w domu, a ponieważ uczyła się razem z braćmi, pobierała lekcje łaciny, greki, francuskiego, niemieckiego i włoskiego, a także literatury klasycznej, mitologii i nauk ścisłych - rzadko dostępnych dla dziewcząt w jej wieku. Religia również odgrywała ważną rolę w edukacji dzieci Pickeringów - matka Evelyn była konserwatywna.
Młodsza siostra artystki, Wilhelmina Stirling, twierdzi, że początkowo rodzice nie chcieli, by Evelyn zajmowała się malarstwem. Matka przekupiła nawet jej nauczyciela rysunku, by powiedział Evelyn, że nie jest dobra, w nadziei, że córka zrezygnuje ze sztuki. Jako niezamężna kobieta, Evelyn musiała polegać wsparciu ojca, ponieważ zgodnie z prawem nie mogła posiadać własnych pieniędzy ani majątku. Ojciec wspierał jej ambicje, płacąc za prywatne lekcje rysunku i pozwalając jej podróżować w towarzystwie wuja artysty do Francji i Włoch, aby uczyć się malować z obrazów starych mistrzów. Bez tego wsparcia nie miałaby środków na kontynuowanie kariery.
Od roku 1872 przez kilka miesięcy Evelyn studiowała w South Kensington National Art Training School, ale jej aspiracje były sprzeczne z tradycyjnym naciskiem szkoły na bardziej kobiece pojęcie rzemiosła i "osiągnięć". W roku 1873 zapisała się do nowo założonej Slade School of Art, stając się jedną z pierwszych studiujących tam kobiet. Slade School of Art została założona przez prawnika i kolekcjonera sztuki Felixa Slade'a w University College London. Z programu nauczania na lata 1873-1874 wynika, że Evelyn przez cztery godziny pobierała codziennie lekcje rysunku z nagiego modela, a przez kolejne trzy z modelu antycznego. Umożliwienie studentkom rysowania żywego modela obok ich kolegów było w tamtych czasach rewolucyjne w edukacji artystycznej i nie można przecenić znaczenia tego kroku naprzód dla świata sztuki. Nadal jednak było tabu, dlatego kobietom zakazano rysowania z nagich modeli po 17.00. W Slade Evelyn zdobywała nagrody i medale m.in. za całokształt twórczości rysunkowej, studia z zakresu antyku i kompozycji, a następnie otrzymała pełne stypendium w wysokości 50 funtów rocznie. Po ukończeniu Slade kontynuowała rysunek każdego dnia, do końca życia. Często używała złotej barwy na szarym papierze, w malarstwie natomiast posługiwała się tradycyjną techniką olejną. Pierwszym obraz, który Evelyn De Morgan wystawiła w Dudley Gallery w Londynie w 1876 roku przedstawiał Katarzynę Aleksandryjską (1875). Artystka odniosła sukces, co zaowocowało zaproszeniami do kolejnych wystaw, jej obrazy chętnie kupowano, a ona od samego początku walczyła z seksistowskimi postawami świata sztuki, przemycając w nich treści społeczno - polityczne, głównie swoje przemyślenia dotyczące sytuacji kobiet, jednak na tyle zaszyfrowane, by nie tracić na popularności. W ciągu 50-letniej kariery zawodowej Evelyn ukończyła około 100 obrazów olejnych, z których 56 zachowało się w zbiorach Fundacji De Morgan, wraz z kolekcją rysunków i szkiców, które ukazują jej talent, dorobek i skrupulatność w przygotowaniu obrazów.
Pochowana została na Brookwood Cemetery, w hrabstwie Surrey.

## Wybrane prace
- Tobias and the Angel (1875)
- Cadmus and Harmonia (1877), De Morgan Centre, Londyn.
- Ariadne at Naxos (1877), De Morgan Centre, Londyn.
- Aurora Triumphans (1877–1878), Russell-Cotes Museum, Bournemouth.
- Night and Sleep (1878)
- Goddess of Blossoms & Flowers (1880)
- The Grey Sisters (1880–81), De Morgan Centre, Londyn.
- Phosphorus and Hesperus (1882), De Morgan Centre, Londyn.
- By the Waters of Babylon (1882–83), De Morgan Centre, Londyn.
- Sleep and Death, the Children of the Night (1883), De Morgan Centre, Londyn.
- Salutation or The Visitation (1883),
- Love's Passing (1883–1884), De Morgan Centre, Londyn.
- Dryad (1884–85), De Morgan Centre, Londyn.
- Medea (1889), Williamson Art Gallery, Birkenhead.
- Angel of Death (1890), kolekcja prywatna
- Eos (1895), Columbia Museum of Art, Columbia, South Carolina.
- The Storm Spirits (1900), De Morgan Centre, London.
- The Poor Man who Saved the City (1901), De Morgan Centre, Londyn.
- The Love Potion (1903)
- The Cadence of Autumn (1905), De Morgan Centre, Londyn.
- Queen Eleanor & Fair Rosamund (1905), De Morgan Centre, Londyn.
- Death of a Butterfly (ok. 1905–10), De Morgan Centre, Londyn.
- Our Lady of Peace (1907), De Morgan Centre, Londyn.
- The Vision (1914), kolekcja prywatna.
- The Red Cross (1918), De Morgan Centre, London.

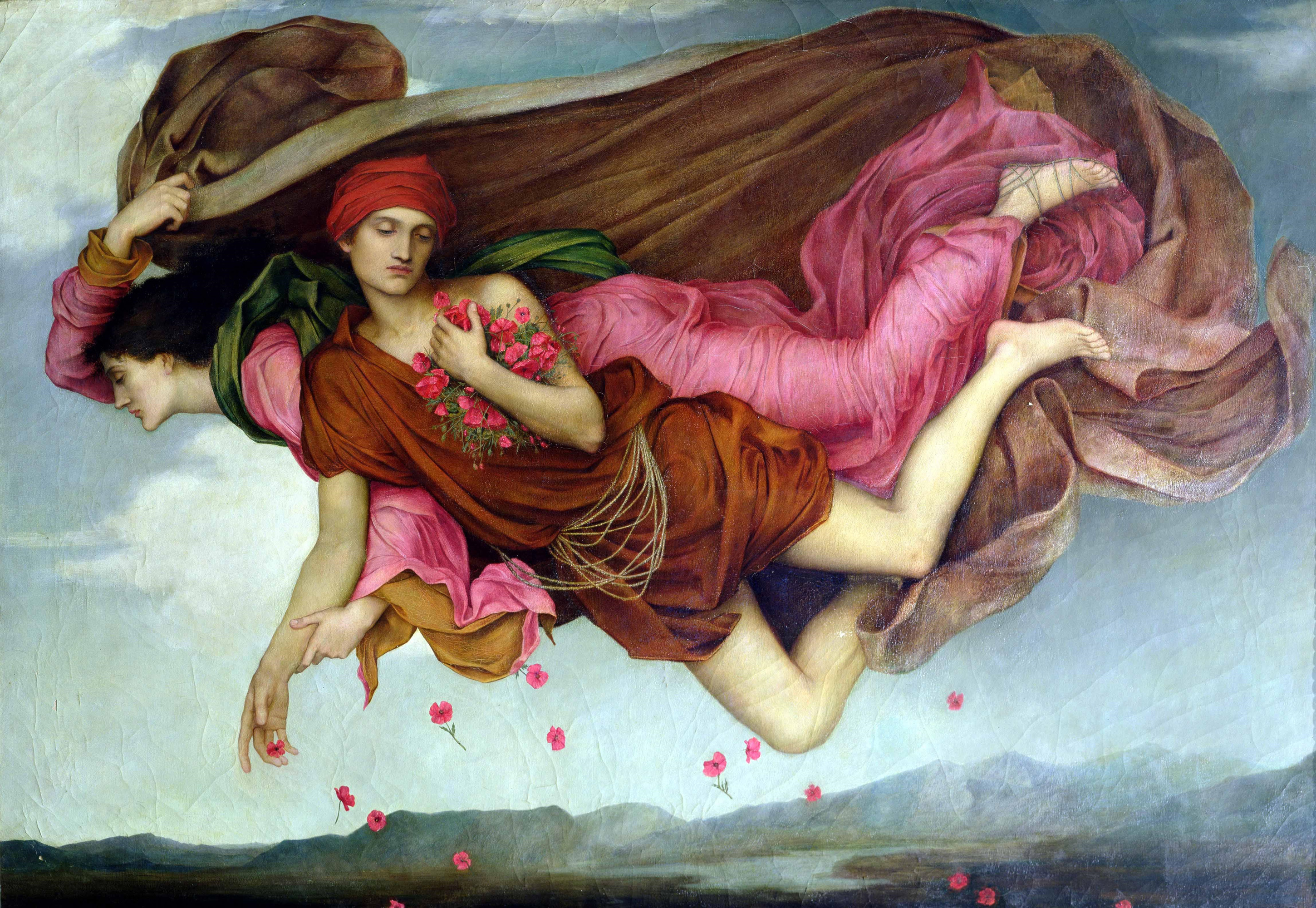
Night and Sleep (1878)
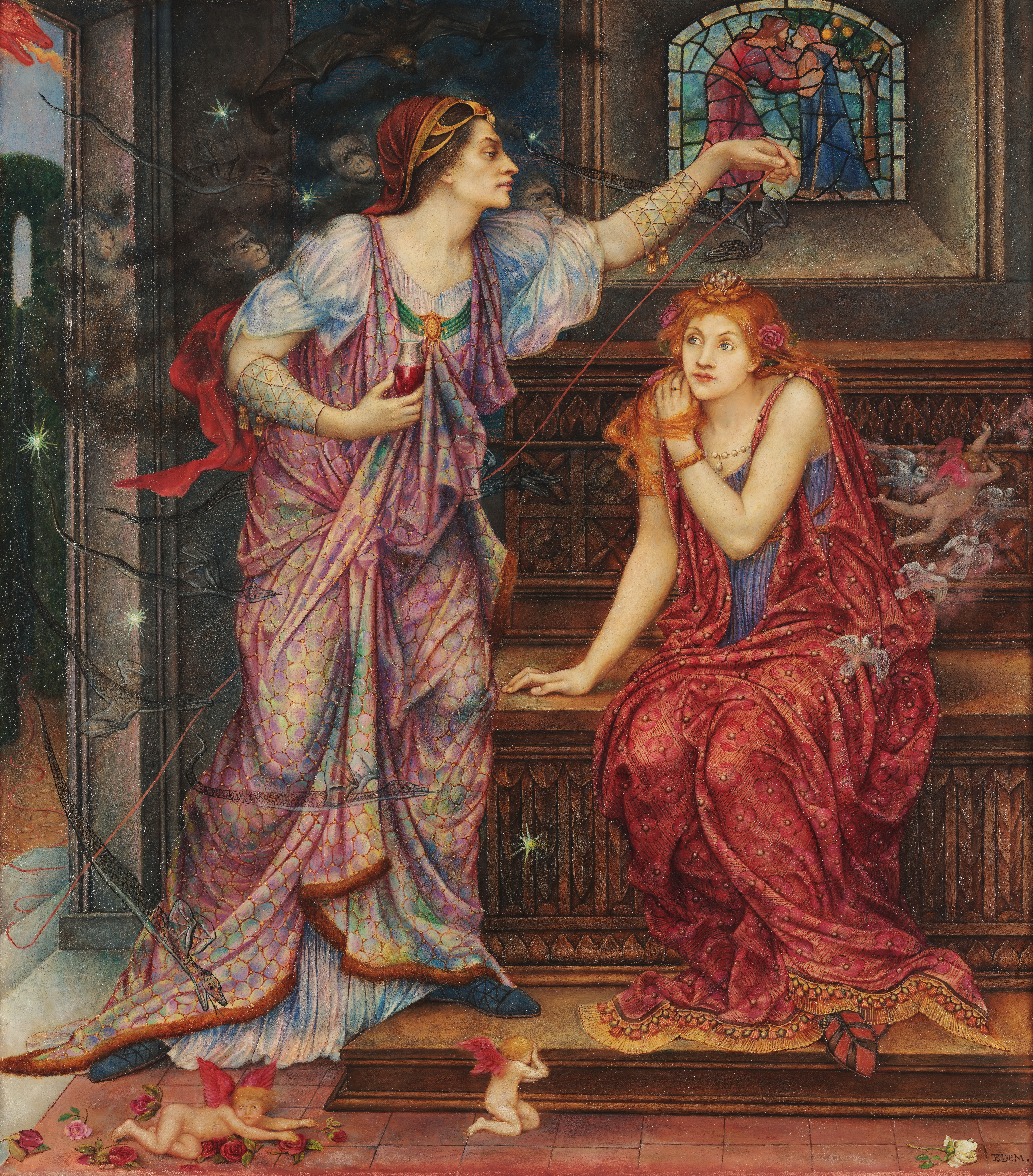
Queen Eleanor & Fair Rosamund
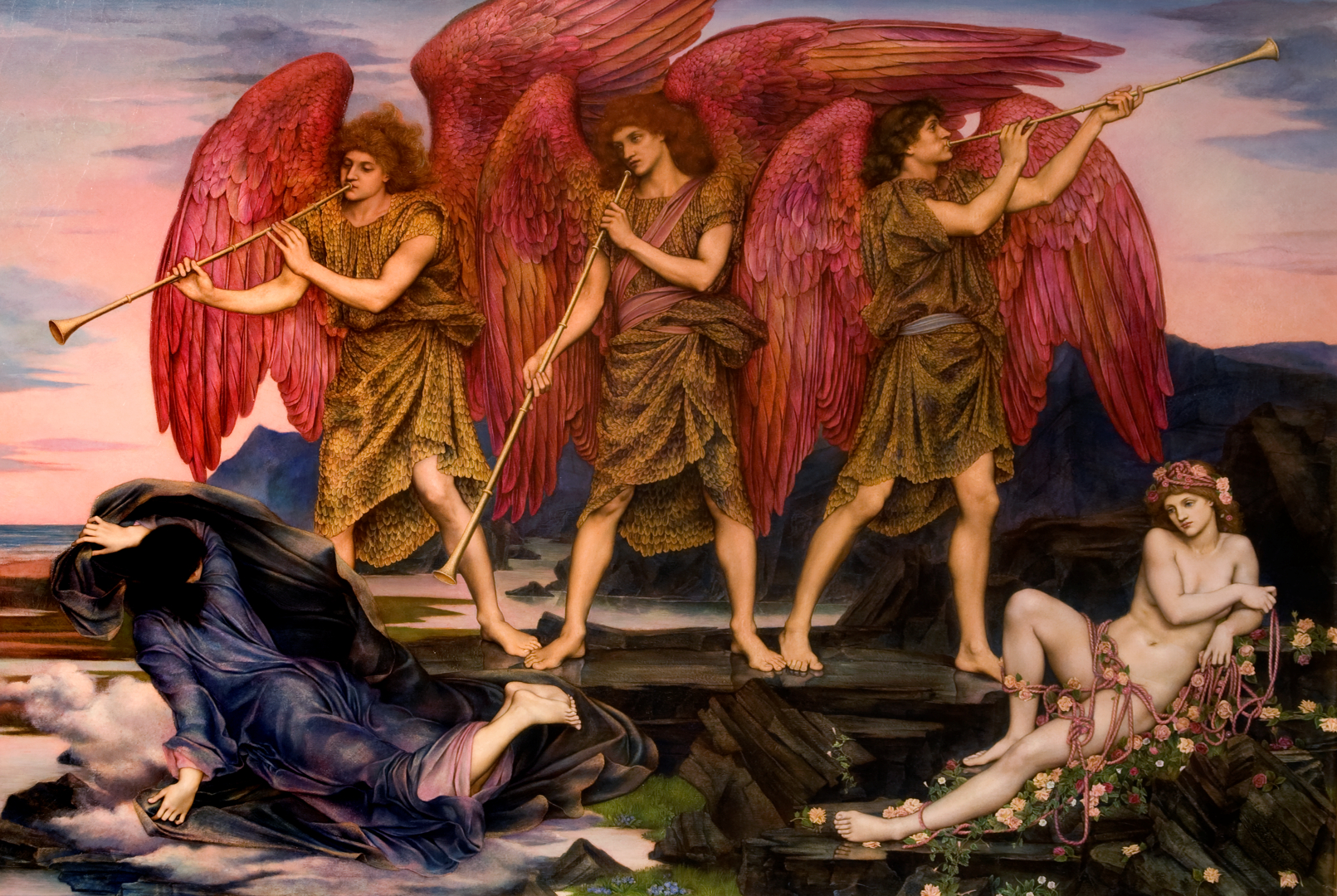
Aurora Triumphans
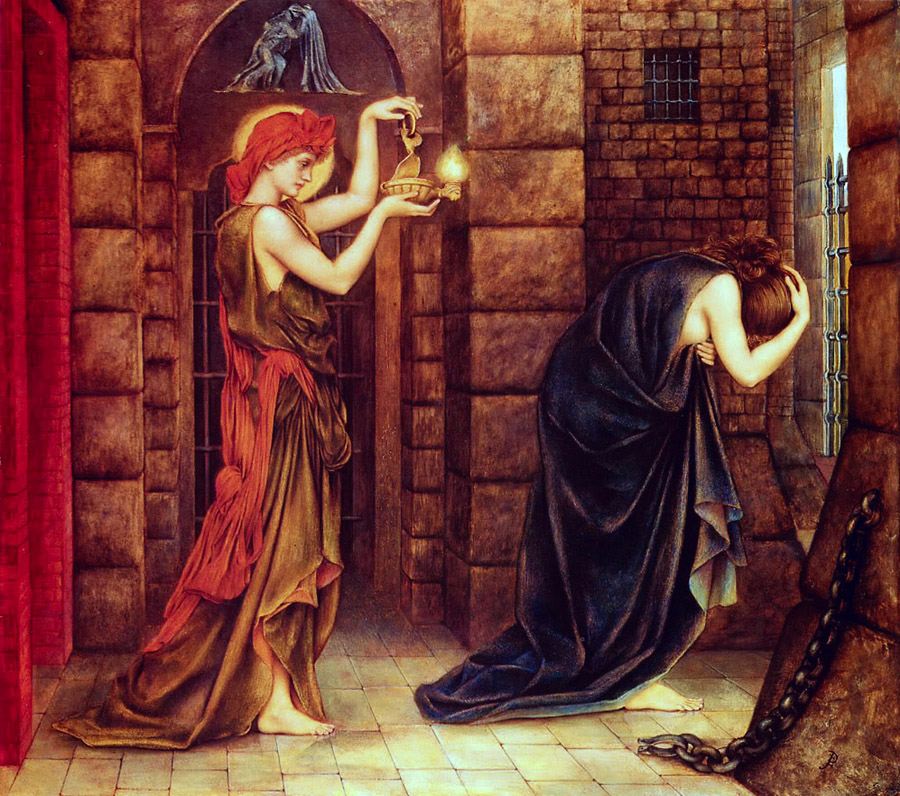
Hope in a Prison of Despair
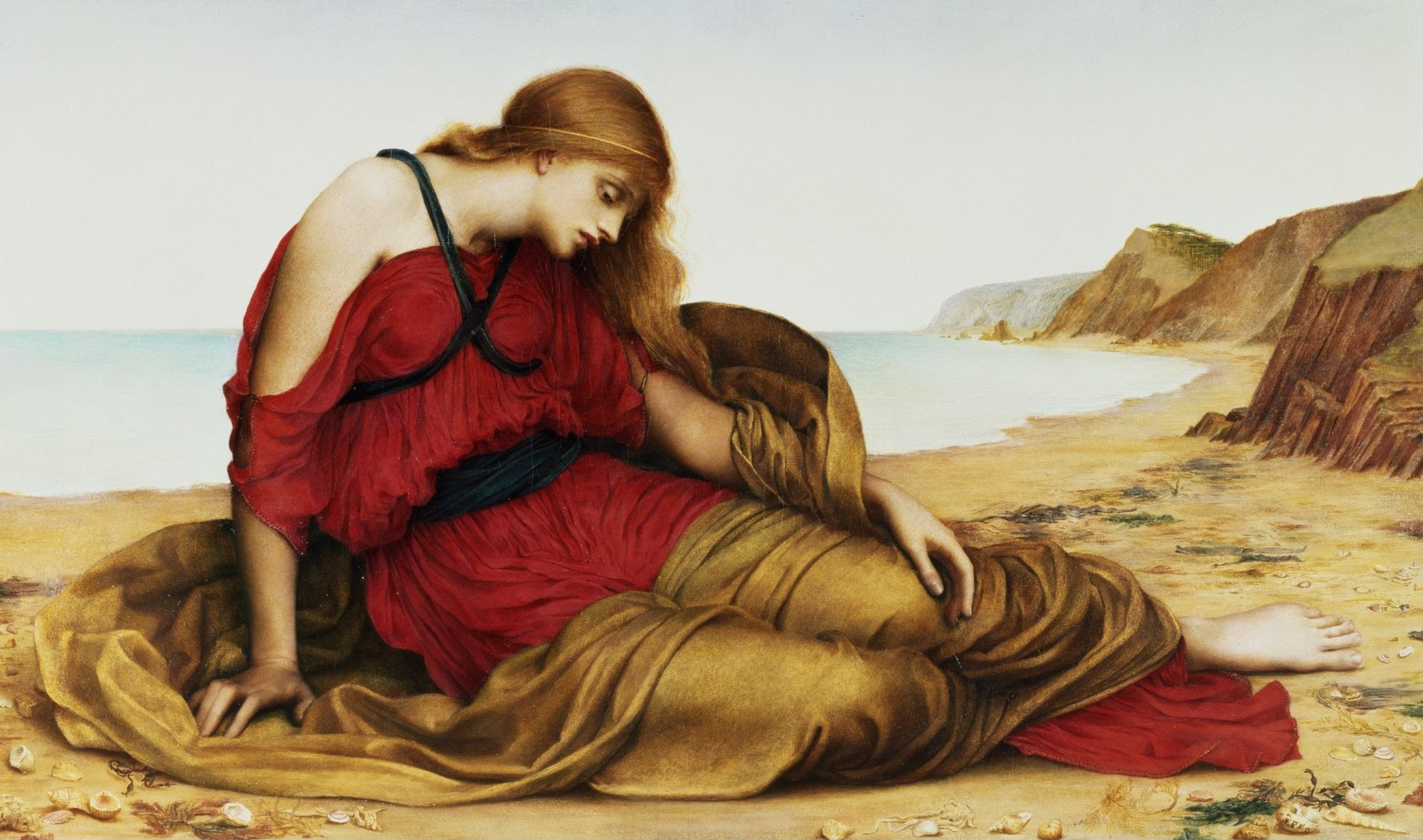
Ariadne in Naxos, 1877